# 船山学社
船山学社是1914年6月在湖南长沙创办的学社，以研究和发扬王船山（王夫之）的思想。
前身是郭嵩焘于1881年创办的思贤讲舍。附设禁烟公社、刻书处。1891年，刻书处与传忠书局合并，改名为思贤书局。研究者认为思贤讲舍的意义，是为王夫之争取在中国学术史中的地位。辛亥革命后，思贤讲舍停止活动。时任湖南都督府民政司司长的刘人熙建议利用思贤讲舍原址创办船山学社。湖南省政府每年拨款四千元，成为船山学社经费来源。1951年停止活动，1982年恢复，为湖南省科学研究院下属组织。
1921年，毛泽东和何叔衡又在船山学社办起了湖南自修大学。1926年还曾在此设立湖南农民协会。